# Marcin Grzebski
Marcin Grzebski herbu Świnka – pisarz grodzki malborski w latach 1644–1646 i 1654–1655.
Deputat na Trybunał Główny Koronny z województwa malborskiego w 1644/1645 roku.
Poseł na sejm 1646 roku. Poseł sejmiku generalnego pruskiego na sejm zwyczajny 1652 roku, sejm zwyczajny i nadzwyczajny 1654 roku.